# حبيب مالك
حبيب مالك أستاذ مشارك في التاريخ والدراسات الثقافية في الجامعة اللبنانية الأميريكية (LAU). كان والده شارل مالك شخصية بارزة في صياغة واعتماد الإعلان العالمي لحقوق الإنسان لعام 1948.

## الحياة والعمل
ولد حبيب مالك عام 1954 في واشنطن العاصمة وتلقى تعليمه المدرسي في كل من الولايات المتحدة ولبنان. كان والده شارل مالك أول سفير للبنان في الولايات المتحدة، ومن المعروف أنه ساهم في الإعلان العالمي لحقوق الإنسان (10 كانون الأول / ديسمبر 1948) وصياغته، من بين خدمات ديپلوماسية أخرى في حياته المهنية. والدة حبيب كانت إيڤا حبيب بدر.
حصل حبيب على درجة البكالوريا في التاريخ من الجامعة الأميريكية في بيروت، ثم بعد أن أمضى عامًا في جامعة پرينستون، التحق بجامعة هارڤارد لدراساته العليا حيث حصل على درجة الدكتوراه في تاريخ الفكر الأوروپي الحديث عام 1985.
درّس حبيب التاريخ الفكري / الثقافي وكذلك التاريخ الاجتماعي / السياسي في برنامج الجامعة الأمريكية خارج الحرم الجامعي (OCP)، وفي الجامعة الكاثوليكية الأمريكية في واشنطن العاصمة. يعمل حاليًا أستاذًا مشاركًا للتاريخ في الجامعة اللبنانية الأمريكية (حرم بيبلوس-جبيل) ويرأس قسم التاريخ الناشئ حديثًا.
كان زميلًا زائرًا في معهد واشنطن لسياسة الشرق الأدنى في عامي 1995 و1996، وباحث زائر في معهد المشروع الأميريكي في عام 2003.

## حقوق الإنسان
حبيب مالك هو أيضًا ناشط في حقوق الإنسان وعضو مؤسس في مؤسسة حقوق الإنسان والحق الإنساني في لبنان. وهو أيضًا الرئيس والمدير التنفيذي لمؤسسة شارل مالك (المسجلة في الولايات المتحدة) المسؤولة عن تحرير ونشر أوراق شارل مالك الفكرية، الديپلوماسية، والشخصية وإرثه، والتي تحرس مذكراته غير المنشورة المكونة من 50000 صفحة.

## المنشورات الرئيسية
- بين دمشق وأورشليم: لبنان وسلام الشرق الأوسط (2000، الإصدار الثاني)
- استقبال سورين كيركيڠارد: الأثر المبكر وانتقال فكره (1997)
- تحدي حقوق الإنسان: شارل مالك والإعلان العالمي (محرر) (2001)

كما نشر العديد من المقالات والمقالات والفصول في كتب حول مجموعة متنوعة من الموضوعات التي تشمل حقوق الإنسان، والإسلام السياسي، والمجتمعات المسيحية في الشرق الأوسط، والديموقراطية في العالم العربي، واستقبال كيركڠارد العربي، وكذلك فصل في إيجاد الله في هارفارد.